# Hans Kasser
Hans Kasser (* 8. November 1907 in Aarwangen; † 20. Oktober 1978 in Männedorf) war ein Schweizer Fotograf und Redaktor.

## Leben
Kasser absolvierte eine Ausbildung an der Kunstgewerbeschule Zürich, danach ging er für einen Studienaufenthalt nach Paris. Zwischen 1934 und 1938 war er in Bern wohnhaft, später bis 1952 in Zürich, danach liess er sich in Herrliberg nieder. Zahlreiche Reisen führten ihn durch die Schweiz und viele Teile Europas. Als selbständiger Werbegrafiker entwarf er Firmensignete und wirkte bei Ausstellungen mit. Auch als Bearbeiter von Büchern, Broschüren, Katalogen und Prospekten war er tätig, dabei war seine Funktion gelegentlich die eines Journalisten, Illustrators oder Fotografen. Im Jahr 1944 war er Mitbegründer der Zeitschrift Graphis zusammen mit Walter Herdeg und Walter Amstutz. Mit dem Architekten Hans Leuzinger richtete er 1946 den Freulerpalast in Näfels als Museum des Landes Glarus ein und die technologische Sammlung im Museum zu Allerheiligen in Schaffhausen.
Ab 1952 war Kasser 20 Jahre lang im Auftragsverhältnis Redaktor der Revue Schweiz/Suisse/Svizzera der Schweizerischen Verkehrszentrale. Hier war er für die optische Erscheinung bestrebt, nicht nur vorhandene Abbildungen existierender Werke zu publizieren, sondern ersuchte Kulturschaffende auch um Originalbeiträge, also von Fotografen um Fotografien, von Komponisten, Musikern und Schriftstellern um Autographen, von Künstlern um Grafiken, Illustrationen und Vignetten. Die zahlreiche Korrespondenz und umfangreiche Autographen-Sammlung im Nachlass belegen diese Praxis. Sie verschaffte den Autoren Nebeneinkünfte und verhalf der Revue so zu gesteigerter Attraktivität.
Als freier Mitarbeiter war Kasser zudem für verschiedene Zeitungen und Zeitschriften tätig, wie der NZZ und dem Du. Daneben beschäftigte er sich mit Malerei, seine Motive sind die Landschaft und die Architektur. Er sammelte Grafik, Volkskunstblätter, Möbel und Plastiken, und er engagierte sich im Verkehrs- und Verschönerungsverein Herrliberg.
Hans Kasser war seit 1932 mit der aus Erstfeld stammenden Künstlerin Helen Kasser verheiratet. Beider Nachlässe werden in der Zentralbibliothek Zürich aufbewahrt, ausgenommen der fotografische Teil Hans Kassers, der in der Fotostiftung Schweiz liegt.

## Werke
- Postamtliche schweizerische Graphik: vor dem Erscheinen der ersten Briefmarken. Amstutz und Herdeg, Zürich 1945.
- Der Graphiker und Maler Fritz Pauli. Büchergilde Gutenberg, Zürich 1946.
- Ausstellung Kartographie in der Schweiz. 100 Jahre Kümmerly & Frey, Bern. Kunstgewerbemuseum Zürich, 1953.
- Zürich – Das Buch einer Stadt. Artemis-Verlag,  Zürich 1954.
- Hans Fischer, genannt Fis. Artemis-Verlag, Zürich 1959.
- Panorama Schweiz. Artemis-Verlag, Zürich 1963.